# Hiroshige II

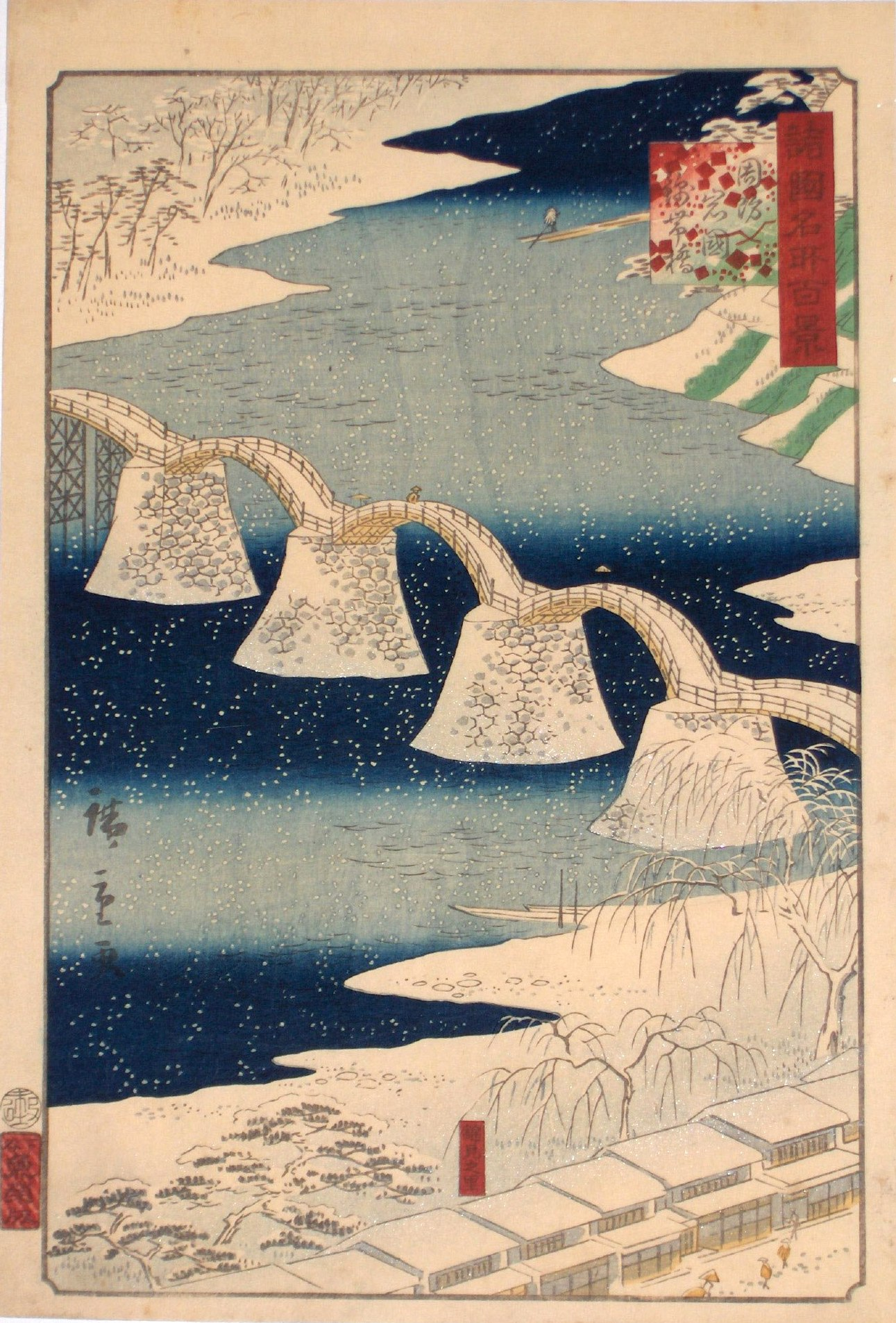
Suō Iwakuni, blokdruk uit 1859, uit de serie Honderd gezichten op Japan

Hiroshige II (二代目 歌川広重, Ni-daime Utagawa Hiroshige, 1826 – 17 september 1869) was een Japanse ontwerper van ukiyo-e kunst.  Hij kreeg de naam Hiroshige II in 1858 na de dood van zijn leermeester Hiroshige met wiens dochter hij trouwde. Na zijn scheiding in 1865 verhuisde hij van Edo naar Yokohama waar hij de naam Kisai Risshō (喜斎立祥; alternatieve uitspraak: Ryūshō) aannam. Zijn werk lijkt zo op dat van Hiroshige dat de twee vaak door elkaar gehaald worden.

## Leven en carrière

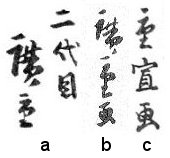
De handtekeningen van Hiroshige II - a) nidaime Hiroshige, b) Hiroshige ga, en c) Shigenobu ga

Hiroshige II werd geboren als Suzuki Chinpei (鈴木鎮平) in 1826, naar verluidt zou zijn vader een brandweerman zijn, net als de vader van Hiroshige. Zijn eerste bekende werk is het illustreren van een boek met de naam Twenty-four Paragons of Japan and China in 1849.
Hiroshige II produceerde een groot aantal werken in de jaren 1850 in in de stijl van Hiroshige, en signeerde deze vaak met Ichiryūsai mon ("student van Ichiryūsai", een pseudoniem van Hiroshige), van circa 1853 tot 1858 signeerde hij met alleen Ichiryūsai. In 1858 trouwde hij met de dochter van Hiroshige, Otatsu, en verkreeg hij de naam Hiroshige en de namen Ichiryūsai en Ryūsai.
In 1865 scheidde hij en verhuisde hij van Edo naar Yokohama. Hier leefde hij onder de naam Kisai Risshō (喜斎立祥; alternatieve uitspraak: Ryūshō). In deze tijd publiceerde hij een aantal prenten, die hij maakte in samenwerking met Kunisada, die eerder met Hiroshige I gewerkt had. In zijn laatste jaren maakte hij vooral decoraties voor producten die geëxporteerd werden, zoals theekisten, vliegers, en lantaarns. Op 17 september 1869 stierf hij op 44-jarige leeftijd.
Hiroshige I had maar weinig leerlingen; Hiroshige II was de meest succesvolle van deze leerlingen. Zijn werk wordt dan ook vaak verward met dat van zijn leermeester. Westerse onderzoekers herkenden hem dan ook voor lange tijd niet als aparte kunstenaar.
Een tweede pupil van Hiroshige I, Shigemasa, trouwde later ook met zijn dochter, Otatsu, waardoor ook hij de naam Hiroshige kreeg; deze kunstenaar staat nu bekend als Hiroshige III.